# David Berg
Dieser Artikel wurde in der Qualitätssicherung Religion eingetragen. Hilf mit, die inhaltlichen Mängel dieses Artikels zu beseitigen, und beteilige dich an der Diskussion.

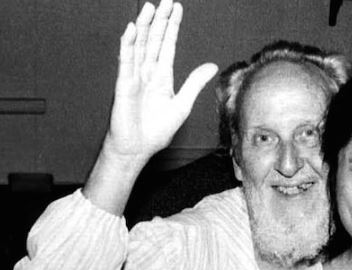
David Berg

David Brandt Berg (später auch Father David, King David, Mose David, MO; * 18. Februar 1919 in Oakland, Kalifornien, USA; † 1. Oktober 1994 in Portugal) war der Gründer und Anführer der Jugendreligion Children of God (deutsch: Kinder Gottes).
Sexueller Missbrauch, Manipulation und Pädophilie waren feste Bestandteile der Lehre und des Alltags und wurden über eine eigene Publikation, die sogenannten MO-Letters (= MO-Briefe), verbreitet. Die Children of God agieren heute unter dem Namen Family International.

## Leben

Familie Berg in Texas (1919)
Bei dem Kind auf dem Arm der Mutter handelt es sich um David Berg.

Virginia Brandt Berg (1919), David Bergs Mutter

David Berg entstammte einer Familie evangelikaler Prediger. Sein Vater war der Wanderevangelist Hjalmer Emanuel Berg (1884–1964), seine Mutter die Radio- und Zeltevangelistin Virginia Lee Berg, geborene Brandt (1886–1968). In den 1920er Jahren traten die beiden bei Evangelisationskampagnen auch gemeinsam auf. Virginia stellte man auf einem Plakat als „The Miracle Woman“ sowie als „A Modern Prophetess“ vor, während Hjalmer als „Campaigne Director“, „Song Leader“ und „Soloist“ bezeichnet wurde. Die hier angezeigte Kampagne fand in einer Kirche der Christian and Missionary Alliance (C&MA) statt, einer 1887 gegründeten evangelikalen Missionsgesellschaft und spätere Arbeitgeberin David Bergs.
Er wuchs mit zwei älteren Geschwistern auf. Seine Mutter, die zu den „ersten erfolgreichen weiblichen Wanderevangelisten der Vereinigten Staaten“ gehörte, sah ihn schon früh als von Gott auserwählt und für einen besonderen Dienst berufen. Zwischen David Berg und seiner Mutter entwickelte sich eine enge Beziehung, die auch – so Berg später – bei ihm eine erotische Komponente hatte. Als junger Mann trat er in die Dienste seiner Mutter und half vor allem in organisatorischer Hinsicht bei der Durchführung ihrer Revival-Meetings. Auf Bergs Einberufungskarte aus dem Jahr 1940 ist die Mutter als seine Arbeitgeberin eingetragen.
Im Jahr 1944 verehelichte sich David Berg mit Jane Estelle Miller (1922–2011). Vier Jahre später fand er eine Anstellung als Prediger bei der C&MA. Der Vertrag wurde 1954 gekündigt. Begründet wurde die Entlassung mit dem Hinweis auf sexuelle Beziehungen zwischen David Berg und einer Minderjährigen. Berg konnte dennoch seinen beruflichen Weg als Prediger fortsetzen. Sein neuer Arbeitgeber war der Radio- und Fernsehevangelist Fred Jordan (1909–1988) in Los Angeles.
Anfang der 1960er Jahre begann David Berg als Wanderprediger durch die Vereinigten Staaten zu reisen. Zu seiner Gefolgschaft gehörten neben seiner Frau und seinen vier Kindern auch erste Anhänger, die unter anderem auch als Musikband unter dem Namen Teens for Christ auftraten. In dieser Zeit erhielt er eine „prophetische Botschaft“ seiner Mutter; darin hieß es unter anderem, dass die Endphase der Geschichte und die Erscheinung des Antichrists vor der Tür stünden. 1968 lud sie ihn ein, Huntington Beach (damals eines der Zentren der kalifornischen Hippie-Bewegung) zu besuchen. Dort stieß Berg auf das ehemals von Pfingstlern betriebene Begegnungszentrum Light House und übernahm es. Rund 100 Hippies schlossen sich in dieser Zeit dem kleinen Kreis um David Berg an, nannten ihre Gemeinschaft Revolutionaries for Christ (deutsch: Revolutionäre für Christus) und galten zunächst als Teil der Jesus-People-Bewegung. 
Nach fast 24-jähriger Ehe trennte sich Berg 1968 von seiner Frau Jane und ging eine Verbindung mit der damals 16-jährigen Karen Zerby ein. Ein Jahr später wanderte er mit ihr und seinen Anhängern nach Kanada aus und verkündete dort, Gott habe ihn mit seiner Gemeinschaft als „ultimative“ Kirche konstituiert. Seine neue Frau, die auch „Queen Mary“ genannt wurde, sei ein Symbolbild dieser neuen und letzten Kirche, der Berg nach einem 1970 erfolgten Umzug der Gemeinschaft nach Texas den Namen Children of God (CoG) gab.
Nach  kurzer Zeit gaben die CoG ihren Standort in Texas wieder auf und zogen in den Norden der USA. Dort gründeten sie innerhalb kürzester Zeit 69 Kolonien mit insgesamt 1500 Mitgliedern. David Berg bezeichnete sich jetzt als der endzeitliche Prophet und verkündete unter Berufung auf eine göttliche Offenbarung, dass die Ankunft des Antichrists bereits erfolgt sei. Nach dieser „Botschaft“ zog er sich aus der Öffentlichkeit zurück, wohnte an verschiedenen Orten und kommunizierte mit seinen Anhängern, die inzwischen auch in westlichen Industrieländern – darunter seit 1971 auch in Deutschland – Fuß gefasst hatten, über seine sogenannten „MO-Letters“. Von ihnen erschienen im Lauf der nächsten Jahrzehnte über 3000 Ausgaben. Sie galten den „Kindern Gottes“ als die aktuelle Stimme Gottes. Berg schrieb jetzt unter dem Namen Moses David. Moses – so Berg – stünde für seine Funktion als göttlicher Prophet und David für seine Position als König der zukünftigen Welt.
Im Februar 1972 verließ David Berg die Vereinigten Staaten. Seinen Wegzug erklärte er 1973 unter anderem damit, dass der Komet Kohoutek im Jahr 1974 abstürzen und die USA vernichten würde. Die „Kinder Gottes“ schlossen 1974 ihre Niederlassungen in den Vereinigten Staaten und wanderten aus. Grund dafür war wohl nicht so sehr die Angst vor dem Kometenabsturz, sondern behördliche Ermittlungen gegen die „Jugendsekte“ wegen Steuervergehens und sexueller Nötigung.
In den Kolonien der „Kinder Gottes“ entwickelt sich ab 1974 ein durchorganisiertes System auf den Grundlagen von Kontrolle, Macht und religiösem Wahn. Als Spitze der internationalen Bewegung galt David Berg. Die folgende Machtebene bildeten die sogenannten „Direktoren“, gefolgt von den „regional shepherds“. Letztere waren verantwortlich für CoG-Kolonien bestimmter Gebiete. Die einzelne Niederlassung wurde von einem örtlichen „shepherd“ geleitet. Die Kolonisten lebten in Wohn- und Lebensgemeinschaften. Die notwendigen Finanzmittel wurden zunächst durch Betteln sowie den Verkauf von religiöser Literatur und eigenen Musikproduktionen beschafft.
Berg gab als oberste Instanz immer wieder neue Befehle heraus. So sollte zum Beispiel bei den Mahlzeiten auf Messer und Gabel verzichtet und nur noch ein Löffel verwendet werden. Angeordnet wurde auch, alle Nahrungsmittel vor dem Verzehr für 20 Minuten in Salzwasser zu legen. Auch sollten nicht länger die Haare abgeschnitten werden. Am weitesten ging aber die Forderung an Mädchen und Frauen, sich zu prostituieren und auf diese Weise neue Anhänger und wohlhabende Unterstützer der Organisation zu gewinnen. Berg bezeichnete diesen „Dienst“ als „Flirty Fishing“ (FF). In einer Sonderausgabe der Mo-Letters, in der deutschen Ausgabe betitelt als FFer Handbuch, schreibt er: „Fischen kann Spaß machen, aber Spaß bezahlt keine Rechnungen! (…) Tue es also nicht umsonst!“ In derselben Broschüre heißt es einige Seiten weiter: „Wenn du bereits den Ruf hast, dass du ziemlich freizügig mit deinem Sex bist, musst du auch damit rechnen, ab und zu vergewaltigt zu werden.“ „Flirty Fishing“ deutete Berg als „das ultimative Opfer, um andere zu erreichen, neben dem tatsächlichen Martyrium“. Da die Mitglieder der „Kinder Gottes“ nicht verhüten durften, wuchs die Zahl der Kindsgeburten in den folgenden Jahren rasch. 
1978 löste Berg die Organisation der Kinder Gottes aufgrund interner Konflikte auf. Eine Neugründung, die den Namen Family of Love trug, erfolgte fast gleichzeitig. Die „Jugendsekte“ verlor dabei fast ein Drittel ihrer Mitglieder. Unter ihnen war auch Linda (genannt Deborah), eine Tochter David Bergs. Der Schwund konnte aber in den folgenden Jahren ausgeglichen werden. So gehörten bereits 1983 wieder ungefähr 10.000 Mitglieder der Sekte an, darunter allein 7000 Kinder. Im Blick auf die vielen jungen Koloniemitglieder hatte David Berg bereits 1982 eine Art „Ratgeber“ zur Kindererziehung verfasst.

## Lehre und Praxis
Dem Buch Nicht ohne meine Schwestern zufolge lehrte David Berg, dass die Welt im Jahre 1993 untergehen und dabei nur die Children of God von Gottes Zorn verschont bleiben würden. Dazu müssten die in der Sekte geborenen Kinder frei vom „System“ aufwachsen. In den Camps für Kinder und Jugendliche wurden diese mit äußerster Strenge erzogen; auf geringste „Fehler“ folgten schwere Strafen. Sie mussten die „Mo-Briefe“ studieren, die u. a. Bilder von Sex mit Kindern und Babys und Darstellungen der grausamen Strafpraxis der Children of God zeigten. (Diese Briefe wurden später großteils beseitigt, um Beweise zu vernichten.) Aufmüpfige Kinder wurden zu harter Arbeit gezwungen, vor anderen gedemütigt, isoliert und körperlich misshandelt. Viele Frauen boten sich zum „Flirty Fishing“ dar, d. h., sie versuchten, Männer mit Sex in die Sekte zu locken. David Berg setzte Liebe mit Sex gleich; Sex wurde frei vor und mit Kindern praktiziert. Familien wurden voneinander getrennt, damit die Kinder nicht ihre Eltern und Geschwister als Familie erfuhren, sondern die Children of God als ihre Familie erachten sollten. Viele Sektenmitglieder sahen keinen Ausweg aus der totalen Kontrolle und nahmen sich das Leben.